# Petraskó havasalföldi fejedelem
Jó Petraskó (románul: Pătraşcu cel Bun), (? – 1557. december 24.) havasalföldi fejedelem 1554-től haláláig.
VII. Radu havasalföldi fejedelem törvénytelen fiaként született. 1554-ben lépett a trónra. 1556-ban 10 000 emberével és IV. Sándor moldvai fejedelemmel – Jagelló Izabella magyar királynét segítendő – megtámadta Magyarországot. E vad csapatok iszonyú pusztítást végeztek útjukban, amint augusztus havában átvonultak az országon. Összesen körülbelül negyvenezeren voltak, és a Nyírségen, a Szamos és Kraszna mentén, valamint a Szilágyságban nagy károkat okoztak. Feldúlták többek közt a Báthoryak báthori templomát és sírját, és átvonulásukat mintegy 300 felgyújtott falu jelezte.
Petraskó magánélete elég szabados lehetett: a krónikák úgy tartják, hogy egyszerre 10-12 szeretőt is tartott. Hosszan betegeskedett, ezért többször is orvost kért a szebeniektől. A fejedelmet végül vetélytárs-rokonai mérgezték meg Bukarestben.
A legenda szerint az ő törvénytelen fia volt II. Mihály havasalföldi fejedelem.

## Gyermekei
- Petraskónak feleségétől, Voica Slaticarétől[5] három gyermeke született:
  - Vintilă havasalföldi fejedelem[5] (? – 1574 májusa)
  - II. Péter havasalföldi fejedelem[5] (? – 1590 márciusa)
  - Mária[5] ∞ Tudor Dragoesti
- Talán az ő gyermeke volt egy Theodóra[5] nevű nőtől:
  - II. Mihály havasalföldi fejedelem[5] (1558 – 1601. augusztus 9.)
- Floresti Máriától[5] is született egy gyermeke:
  - Marula[5] ∞ Socol Cornateni

## Lásd még
- Havasalföldi fejedelmek listája
- Havasalföldi és moldvai fejedelmek családfája

| Előző uralkodó: V. Mircea | Havasalföld fejedelme 1554 – 1557 | Következő uralkodó: V. Mircea |